# Éric Loutte
Éric Loutte, né le 11 septembre 1961 à Charleroi (province de Hainaut), est un dessinateur de bande dessinée belge. Il est connu pour ses séries d'aviation, notamment l'adaptation en bande dessinée de Biggles.

## Biographie
Éric Loutte naît le 11 septembre 1961 à Charleroi. Grâce à son ami Éric Closter, dessinateur des Schtroumpfs pour Peyo, il découvre les cours donnés par Vittorio Leonardo à l'académie des beaux-arts de Châtelet. Il commence sa carrière en exécutant des travaux publicitaires et devient l'assistant de René Follet sur la série Les Enquêtes d'Edmund Bell et de Christian Denayer sur la série Les Casseurs.
Au cours de l'année 1990, Éric Loutte entreprend son premier album : une adaptation en bande dessinée du roman d'Isaac Asimov : Les Poisons de Mars sur un scénario de Jacques Stoquart publié dans la collection « BDÉcrivain » aux éditions Lefrancq.
Biggles marque un tournant de sa carrière. L'éditeur Claude Lefrancq se souvient de la passion de Loutte pour les vieux avions, il lui présente Michel Oleffe et ils s'associent sur la série. En 1994, sortie du Vol du Wallenstein où son sens du détail, la précision de son dessin et la minutie dans sa recherche d'ambiances lui valent le prix Avenir 1994 de la Chambre belge des experts en bande dessinée. Un succès concrétisé par de bonnes retombées commerciales. Toujours avec le même scénariste, sont publiés dans l'enchaînement de 1994 à 2006 : Le Dernier Zeppelin (1995), La 13e Dent du Diable (1997), L'Épée de Wotan (1998), Neiges Mortelles (1999), Le Meurtre d'Edmund Teale (un court récit de 15 planches dans l'album du centenaire), L'Oasis perdue (1) (2000), L'Oasis perdue (2) (2001), puis un portfolio 18 Illustrations aéronautiques. Ces albums, qui respectent l'œuvre de William Earl Johns, valent aux auteurs en 1999 une distinction par l'international Biggles Association à Amsterdam. Ensuite, vient le diptyque Feu sur la Provence dont l'intrigue se déroule, au sein des pompiers du ciel de Marignane dans le Sud de la France (2003-2004) et Chappal Wadi clôt la série en 2006. Il crée graphiquement la série Team Rafale, scénarisée par Frédéric Zumbiehl dont le premier tome Présentation Alpha est publié aux éditions Zéphyr BD en 2007, il cède le dessin pour le reprendre dans le troisième tome Opération Nexus One l'année suivante. Puis, il dessine les deux premiers tomes de Alpha, premières armes scénarisés par Emmanuel Herzet aux éditions Le Lombard et Centaures avec le même scénariste et le même éditeur (2 albums, 2011-2020) mais Éric Loutte se fait relayer par André Le Bras et Gilles Laplagne dans le deuxième opus.
Parallèlement, il dessine pour le magazine français Le Fana d'aviation.

## Publications

### Team Rafale
- 1. Présentation Alpha[5],[13], Zéphyr BD, Paris, juin 2007
Scénario : Frédéric Zumbiehl - Dessin : Éric Loutte - Couleurs : Sylvaine Scomazzon -  (ISBN 978-2-9520681-7-8) — Encrage des personnages : Léonardo Palmisano.
- 3. Opération Nexus One, Zéphyr BD, Paris, décembre 2008
Scénario : Frédéric Zumbiehl - Dessin : Éric Loutte - Couleurs : Sylvaine Scomazzon -  (ISBN 978-2-9527871-3-0)

### Alpha, premières armes
- 1. Baptême du feu[6],[14], Le Lombard, coll. « Troisième vague », Bruxelles, 5 mars 2010
Scénario : Emmanuel Herzet - Dessin : Éric Loutte - Couleurs : Sylvaine Scomazzon, Youriv Jigounov -  (ISBN 978-2-8036-2626-7)
- 2. Solo[15], Le Lombard, coll. « Troisième vague », Bruxelles, 27 novembre 2015
Scénario : Emmanuel Herzet - Dessin : Éric Loutte - Couleurs : Didier Ray, Christian Goussale -  (ISBN 978-2-8036-3236-7)

### Centaures
- 1. Crisis[16],[17], Le Lombard, Bruxelles, 2 décembre 2011
Scénario : Emmanuel Herzet - Dessin : Éric Loutte - Couleurs : Thierry Rougeaux -  (ISBN 978-2-8036-2824-7)
- 2. Cri de guerre[7],[18], Le Lombard, Bruxelles, avril 2020
Scénario : Emmanuel Herzet - Dessin : Éric Loutte, André Le Bras, Gilles Laplagne - Couleurs : Nicolas Caniaux, Rémi Le Capon -  (ISBN 978-2-8036-7909-6)

## Prix et récompenses
- 1994 :  prix avenir décerné par la Chambre belge des experts en bande dessinée[19] pour Le Vol du Wallenstein.

#### Livres
: document utilisé comme source pour la rédaction de cet article.
- Henri Filippini, « Loutte, Éric », dans Dictionnaire de la bande dessinée, Paris, Bordas, 2005, 912 p., ill. ; 27 cm (ISBN 9782047299708 et 2047299705, OCLC 1009545288, présentation en ligne), p. 806. .
- Jacques Fiérain, « Loutte, Éric », dans La BD dans la province du Hainaut, Charleroi, Éd. l'Âge d'or, septembre 2006, 96 p., ill. ; 31 cm (ISBN 9782960046458 et 2960046455, OCLC 469651838, présentation en ligne), p. 30.

#### Articles
- Emmanuel Herzet et Éric Loutte (interviewés par Manuel F. Picaud), « Entretien avec Emmanuel Herzet et Éric Loutte », Auracan,‎ 4 mars 2010 (lire en ligne, consulté le 23 février 2023).